# Villevieux
Villevieux ist eine französische Gemeinde mit 707 Einwohnern (Stand 1. Januar 2022) im Département Jura in der Region Bourgogne-Franche-Comté. Sie gehört zum Arrondissement Lons-le-Saunier und zum Kanton Bletterans. Die Bewohner nennen sich Villevieusins, die Bewohnerinnen Villevieusines. 
Die Nachbargemeinden sind  Ruffey-sur-Seille im Nordosten, Larnaud im Südosten, Fontainebrux im Südwesten und Bletterans im Nordwesten.

## Weblinks

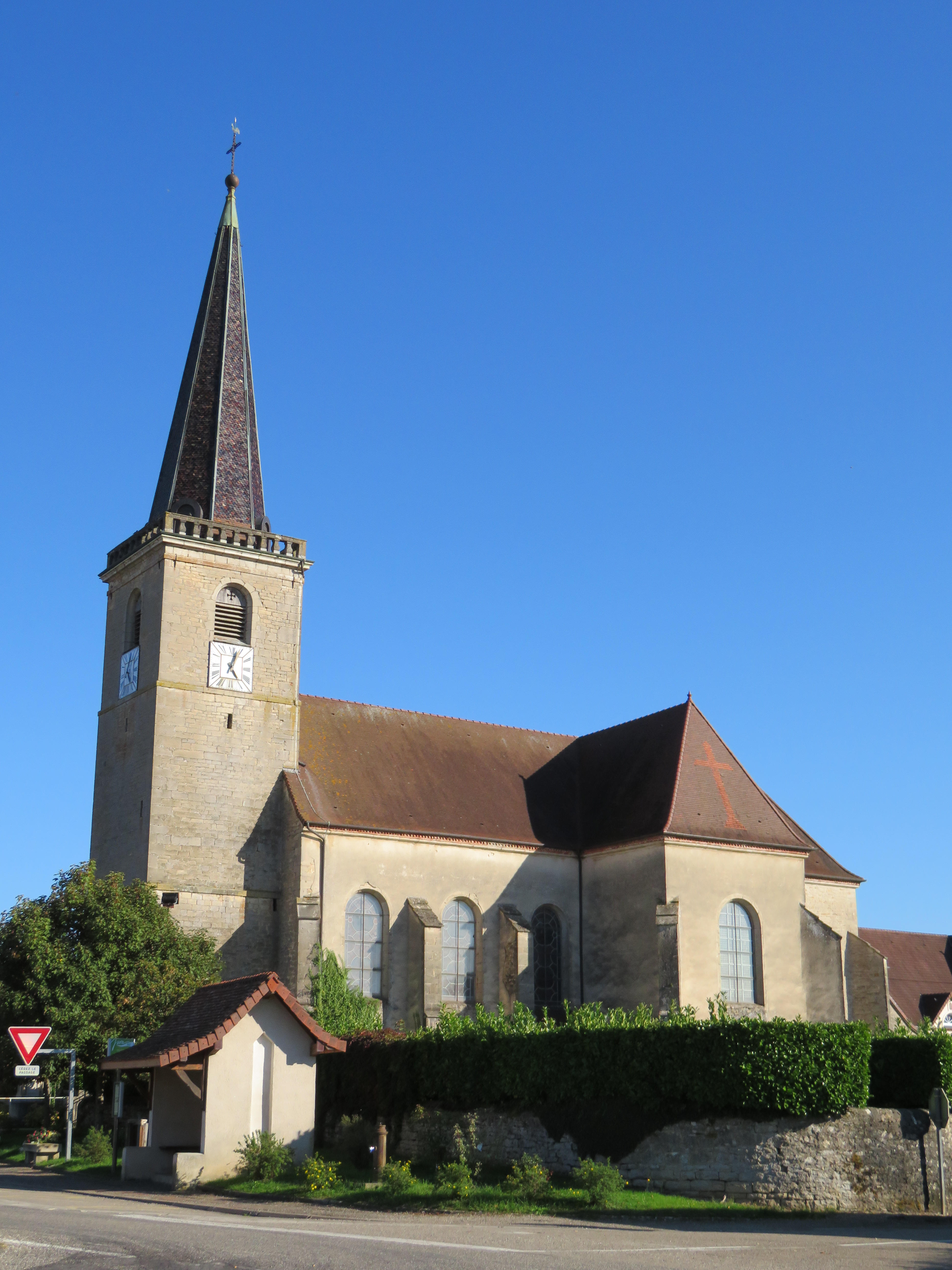
Kirche Conversion-de-Saint-Paul

## Bevölkerungsentwicklung
| Jahr                       | 1962 | 1968 | 1975 | 1982 | 1990 | 1999 | 2007 | 2017 |
| -------------------------- | ---- | ---- | ---- | ---- | ---- | ---- | ---- | ---- |
| Einwohner                  | 532  | 492  | 506  | 600  | 631  | 670  | 718  | 712  |
| Quellen: Cassini und INSEE |      |      |      |      |      |      |      |      |